# Luca Matranga
Pour les articles homonymes, voir Matranga.
 (novembre 2023).
La mise en forme du texte ne suit pas les recommandations de Wikipédia : il faut le « wikifier ».
Les points d'amélioration suivants sont les cas les plus fréquents. Le détail des points à revoir est peut-être précisé sur la page de discussion.
- Les titres sont pré-formatés par le logiciel. Ils ne sont ni en capitales, ni en gras.
- Le texte ne doit pas être écrit en capitales (les noms de famille non plus), ni en gras, ni en italique, ni en « petit »…
- Le gras n'est utilisé que pour surligner le titre de l'article dans l'introduction, une seule fois.
- L'italique est rarement utilisé : mots en langue étrangère, titres d'œuvres, noms de bateaux, etc.
- Les citations ne sont pas en italique mais en corps de texte normal. Elles sont entourées par des guillemets français : « et ».
- Les listes à puces sont à éviter, des paragraphes rédigés étant largement préférés. Les tableaux sont à réserver à la présentation de données structurées (résultats, etc.).
- Les appels de note de bas de page (petits chiffres en exposant, introduits par l'outil «  Source ») sont à placer entre la fin de phrase et le point final[comme ça].
- Les liens internes (vers d'autres articles de Wikipédia) sont à choisir avec parcimonie. Créez des liens vers des articles approfondissant le sujet. Les termes génériques sans rapport avec le sujet sont à éviter, ainsi que les répétitions de liens vers un même terme.
- Les liens externes sont à placer uniquement dans une section « Liens externes », à la fin de l'article. Ces liens sont à choisir avec parcimonie suivant les règles définies. Si un lien sert de source à l'article, son insertion dans le texte est à faire par les notes de bas de page.
- La présentation des références doit suivre les conventions bibliographiques. Il est recommandé d'utiliser les modèles {{Ouvrage}}, {{Chapitre}}, {{Article}}, {{Lien web}} et/ou {{Bibliographie}}. Le mode d'édition visuel peut mettre en forme automatiquement les références.
- Insérer une infobox (cadre d'informations à droite) n'est pas obligatoire pour parachever la mise en page.

Pour une aide détaillée, merci de consulter Aide:Wikification.
Si vous pensez que ces points ont été résolus, vous pouvez retirer ce bandeau et améliorer la mise en forme d'un autre article.

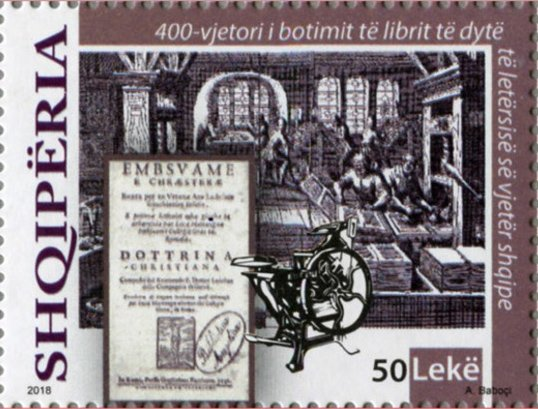
Timbre commémoratif du 400e anniversaire de la publication de E Mbësuame e Krështerë

Luca Matranga (en albanais : Lekë Matrënga), né le 18 mai 1569 et mort le 6 mai 1619, est un écrivain arberèches et prêtre catholique de rite byzantin, appartenant à la communauté albanaise de Sicile,. Il est honoré en tant que l'un des auteurs les plus éminents de la littérature albanaise, son œuvre renfermant le texte le plus ancien écrit en albanais. Matranga a laissé un héritage culturel significatif, contribuant à la préservation et à l'évolution de la langue albanaise au sein de la diaspora albanaise en Sicile.

## Travaux
Matranga, né à Piana degli Albanesi, a acquis une renommée en tant que traducteur du livre de catéchisme intitulé "E mbsuame e krështerë" (Doctrine chrétienne), qu'il a traduit du latin vers l'albanais médiéval. Publié à Rome, Italie, au collège grec de Saint-Athanase en 1592, le livre compte 28 pages, avec une introduction rédigée en italien. Le livre couvre les questions de la doctrine chrétienne. En outre, le livre comprend un poème de huit vers rédigé par Matranga, ajoutant une dimension artistique à cette œuvre importante dans le contexte de la littérature albanaise.
La signification du livre pour la littérature albanaise réside à la fois dans le fait qu'il constitue le deuxième ouvrage majeur publié en albanais et dans le fait que le poème inclus représente la première forme poétique en albanais jamais découverte. Les deux exemplaires existants de son livre sont parmi les premières expressions philologiques documentées de la langue albanaise dans l'ensemble de la littérature du pays. Intitulé "E Mbësuame e Krështerë", ce livre revêt une importance historique, linguistique et littéraire particulière en tant que document le plus ancien de la variante toskë dans la littérature albanaise. Il joue un rôle crucial dans la préservation et la promotion de la langue albanaise à travers les siècles.

## Œuvres principales
- E Mbësuame e Krështerë / La Dottrina Cristiana Albanese (La doctrine chrétienne albanaise), Piana degli Albanesi – Rome 1592.

## Études, transcriptions et conférences sur Luca Matranga
- Shkrimtari mâ i vjetri i italo-shqyptarvet : D. Lukë Matranga, 1592 : copa të zgjedhuna e të komentueve per shkolla të mjesme, Skoder, impression de franciscain, 1931.
- La Dottrina Cristiana Albanese de Luca Matranga : reproduction, traduction et commentaire du code Barberini latino 3454 / Luca Matranga, Cité du Vatican, Biblioteca apostolica vaticana, 1964.
- Embsuame e Krështerë : Édition critique de manuscrits et imprimés (1592) / Luke Matranga, organisé par Matteo Mandalà, Caltanissetta-Palerme, S. Sciascia, 2004.